# Gấu Bergman
Gấu Bergman (Ursus arctos piscator) là một phân loài của gấu nâu có thể đã tuyệt chủng. Chúng sống phổ biến ở bán đảo Kamchatka. Loài gấu này được xác định và đặt tên bởi nhà động vật học người Pháp Pucheran vào năm 1855.
Bergman được xác định là một loài gấu, một phân loài riêng biệt sau khi kiểm tra một bộ da của giống gấu này (có bộ lông rất khác với những giống gấu địa phương khác) và hàng loạt dấu chân, kích thước 14,5 x 10 inch, mà ông đánh giá là lớn hơn nhiều so với những giống gấu khác tại Kamchatka.
Một số người nghĩ rằng Chiến tranh Lạnh có thể đã giúp số lượng của giống gấu này phục hồi vì quân đội Liên Xô đã chặn quyền xâm nhập vào khu vực trong thời gian đó.
Sự quan tâm đến loài gấu đã được tái hiện lại vào những năm 1960. Thợ săn chuyên nghiệp Rodion Sivolobov đã báo cáo tuyên bố của người bản địa Kamchatka về một con gấu lớn bất thường mà họ gọi là Irkuiem (có nghĩa là "quần bị kéo xuống" do sự xuất hiện của chân sau của gấu) hoặc "gấu thần" do kích thước lớn của nó.
Dựa trên mô tả của Sivolobov, nhà sinh vật học N.K. Vereshchagin cho rằng gấu thần có thể là một con Gấu mặct ngắn khổng lồ bị loại bỏ, một loài gấu tuyệt chủng có kích thước khổng lồ. Ý tưởng này đã được cộng đồng khoa học đón nhận một cách mờ nhạt; Arctodus chưa bao giờ được tìm thấy bên ngoài châu Mỹ, và quan trọng hơn, nó thuộc về loài Tremarctinae có sự khác biệt đáng kể về ngoại hình so với những con gấu "điển hình" (Ursinae). Đặc biệt, Arctodus có đôi chân tương đối dài và thon, không phù hợp với biệt danh "quần kéo xuống" của giống gấu Bergman.